# Дун Чжун-шу
Дун Чжун-шу (董仲舒,179 до н.е. — 104 до н.е.) — китайський філософ і державний діяч часів династії Хань, який додав конфуціанству характер державної ідеології, один з лідерів «школи канонів у сучасних знаках» (цзіньвеньцзін-сюе).

## Життєпис
Народився у 179 році до н. е. у Гуанчуані (сучасний повіт Хеншо провінції Хебей). Походив зі знатної родини. Був міністром за часів імператора У-ді і ініціатором впровадження заснованих на конфуціанських канонах державних іспитів на чиновницькі посади, поклав початок екзаменаційної системи (ке цзюй) — найважливішому соціально-ідеологічному інституту китайської держави до початку ХХ ст. Викладав в імператорській вищій школі, був учителем основоположника китайської історіографії Сима Цяня.
За ствердженням Сари Квін, за власного життя Дун не був впливовою фігурою при дворі. Його зображення у цьому статусі цілковито базується на джерелах пізнішого часу (Східна Хань).

## Творчість

### Філософія
Дун Чжун-шу створив в рамках конфуціанства високорозвинену натурфілософію, в якій використовував ідеї даосизму і іньян-цзя. За Дун Чжун-шу, усе в світі відбувається з «першооснови» («першопричини» — юань), аналогічного «Великій межі» (тай цзи), складається з «пневми» і підпорядковується незмінному дао. Дія дао виявляється насамперед у послідовному опануванні протилежних сил інь — яни циркуляції «взаємостворюючих» та «взаємодолаючих» «п'яти елементів» (у син). Вперше в китайській філософії двійкова і п'ятерична класифікаційні схеми — інь — ян, у син — були зведені Дун Чжун-шу в єдину систему, що охоплює весь універсум. «Пневма» наповнює небо і землю як незрима вода, в якій людина подібна рибі. Вона — мікрокосм, до найдрібніших деталей аналогічний макрокосму (небу і землі) і безпосередньо з ним взаємодіє. Подібно моістам, Дун Чжун-шу наділяв небо (тянь) «духом» (шень) і «волею» (і), які воно, не кажучи й не діючи, виявляє через володаря, «досконаломудрих» і природні знамення.
Вирішуючи фундаментальну для конфуціанства проблему «індивідуальної природи» (сін) людини, Дун Чжун-шу висунув три нові ідеї:
- Підкоряючись універсальному дуалізму сил інь-ян, людська природа поділяється на добротворну (ян) природу і злотворну (інь) чуттєвість (цин).
- «Добро» (шань) як атрибут людської «природи» має відносний характер. Людська «природа» може вважатися «доброю» у порівнянні з природою птахів і звірів, але не з «природою» «досконаломудрих»; у «досконаломудрих» «природа» інша, ніж у «середніх» людей, у останніх — інша, ніж у «нікчемних».
- «Добро» потенційно притаманне людській «природі», яка від народження має «добрий початком»: «людська природа подібна рису на корені, добро — рису у зерні». Визнання актуальною нейтральності початкової людської «природи» зближує Дун Чжун-шу з Конфуцієм, оцінка її як потенційно «доброї» — з Мен-цзи, а акцент на соціалізацію як чинник формування «добра» в людині — з Сюнь-цзи. В останньому пункті Дун Чжун-шу стикнувся зі своїми політичними супротивниками — легістами, схваливши їх метод нагород і покарань як необхідну фазу інь поряд з морально—духовним впливом фази ян.

Дун Чжун-шу визнавав існування двох видів доленосного «приречення»: витікаючого від природи «великого приречення» і виходить від людини (суспільства).

### Наука
Історію Дун Чжун-шу представляв як циклічний процес, що складається з трьох етапів («династій»), яка символізується кольорами — чорним, білим, червоним — та чеснотами — «відданістю» (чжун), «шанобливістю» (сяо ти), «культурою» (вень).
Створив цілісну онтолого—космологічну інтерпретацію суспільно—державного устрою, засновану на вченні про взаємне «сприйнятті та реагуванні неба і людини» (тянь жень гань ін). За Дун Чжун-шу, не «Небо наслідує дао», як у Лао-цзи, а «дао виходить з Неба», будучи сполучною ланкою між небом, землею і людиною. Наочне втілення даного зв'язку — ієрогліф ван («володар»), що складається з трьох горизонтальних рис (символізують тріаду небо—земля—людина) і вертикалі (символізує дао). що їх перетинає. Відповідно осягнення дао — головна функція імператора. Фундамент суспільно—державного устрою становлять «три підвалини» (сань ган), похідні від незмінного, як небо, дао: «Правитель є підвалиною для підданого, батько — для сина, чоловік — для дружини». У цьому небесному «шляху володаря» (ван дао) перший член кожної пари знаменує собою панівну силу ян, другий — підлеглу силу інь. Подібна конструкція, близька до позиції Хань Фея, відображає сильний вплив легізму на соціально—політичні погляди ханського і більш пізнього офіційного конфуціанства.